# Hot 100 Singles Recurrents
Hot 100 Singles Recurrents – lista przebojów regularnie opracowywane przez amerykański magazyn muzyczny Billboard. Notowanie przedstawia piosenki, które spędziły w pierwszej pięćdziesiątce zestawienia Billboard Hot 100 co najmniej 20 tygodni, po czym spadły na niższe pozycje. W tej sytuacji utwór przestaje być uwzględniany w Billboard Hot 100 i debiutuje na Hot 100 Singles Recurrents.
Niekiedy zdarzają się odstępstwa od tej regły, np. gdy reedycja starej piosenki zdobywa dużą popularność i cieszy się zainteresowaniem wystarczającym, by uplasować się w pierwszej pięćdziesiątce Billboard Hot 100, chociaż powinna być uwzględniana w Hot 100 Singles Recurrents. W takim przypadku odpowiedzialni za notowania menedżerowie podejmują decyzję, w którym zestawieniu powinien pojawić się utwór.